# Henckelia lyrata
Henckelia lyrata är en tvåhjärtbladig växtart som först beskrevs av Robert Wight, och fick sitt nu gällande namn av A. Weber och Brian Laurence Burtt. Henckelia lyrata ingår i släktet Henckelia och familjen Gesneriaceae. Inga underarter finns listade i Catalogue of Life.